# Pianton
Il Pianton è un corso d'acqua del Veneto.
Si tratta di un canale di scolo e si origina all'estremità orientale del comune di Scorzè, presso la zona artigianale di Gardigiano. Attraversa la zona sud-orientale di Mogliano Veneto e, giunto presso il Terraglio, ne segue per un tratto l'andamento rettilineo sino alla confluenza della Peseggiana; prosegue nella zona sud-occidentale della città e sfocia nel Dese tra Marocco e l'abitato omonimo.
Un tempo indicato anche come Riolo, in origine nasceva più a nord ovest, nelle campagne di Peseggia, attraversando poi Gardigiano (come raffigurato in alcune mappe del 1781). La costruzione di nuovi canali e la notevole urbanizzazione ha portato alla scomparsa del primo tratto della fossa, sebbene siano ancora identificabili le tracce dell'alveo primitivo.
In alcune pergamene medievali è indicato come fiume Pianton ed è utilizzato come riferimento per la definizione dei confini tra fondi terrieri diversi.
Alcuni disegni della seconda metà del XVIII secolo conservati presso l'Archivi di stato di Venezia dimostrano l'esistenza lungo il Terraglio delle congiunzioni tra il canale Zermanson, lo Zero, la Fossa Storta, il Pianton e il Dese, utilizzate per deviare verso Mestre l'acqua necessaria ai mulini della città.